# Yamaha Clavinova

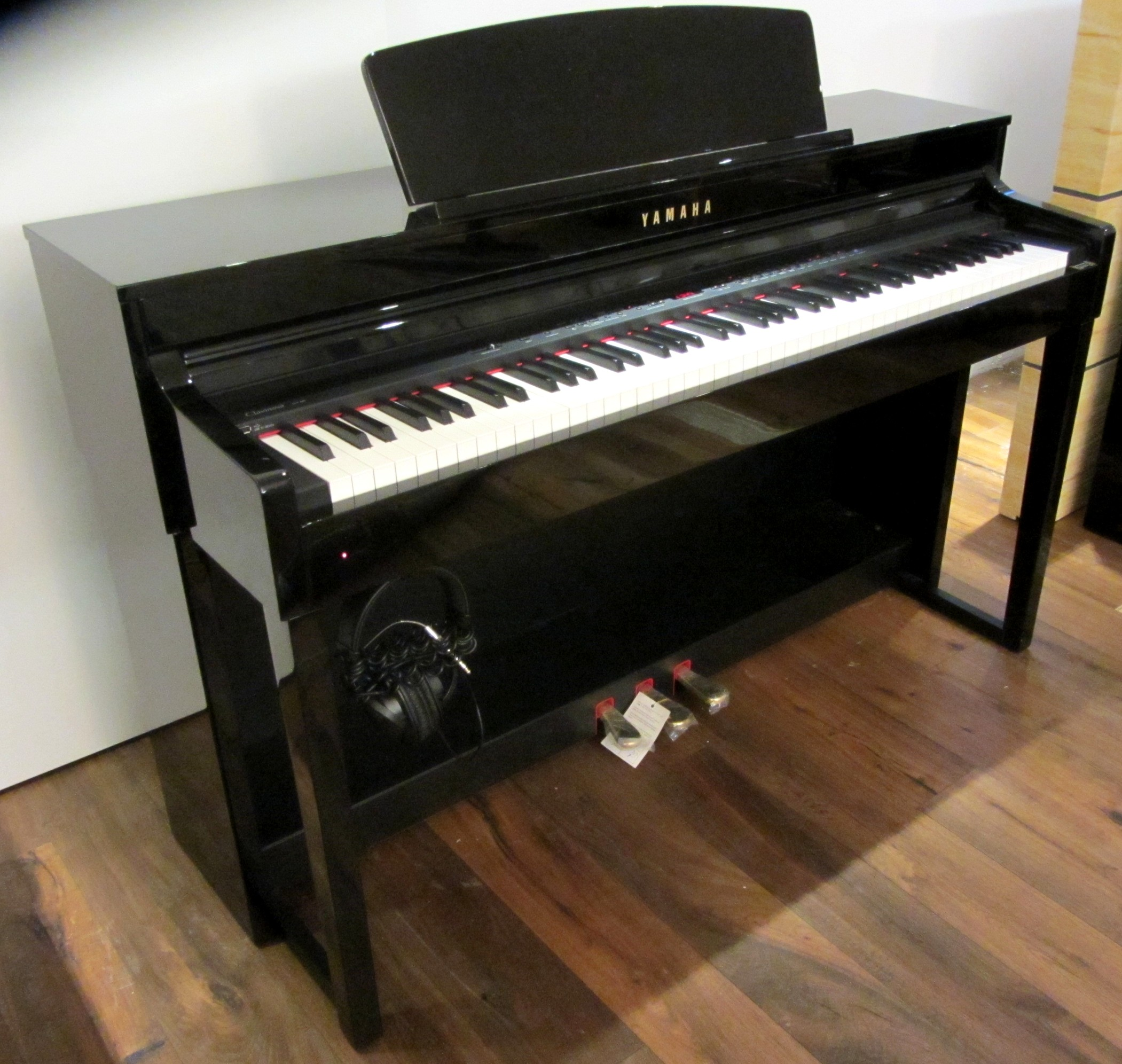
Yamaha Clavinova, Modell CLP-470PE (2012)

Clavinova ist ein Markenname des japanischen Unternehmens Yamaha Corporation für eine im Jahre 1983 lancierte Digitalpiano-Produktreihe. Der Name Clavinova ist eine Wortschöpfung, welche in etwa mit „neues Klavier“ übersetzt werden könnte und die Assoziation einer neuen Generation elektronischer Tasteninstrumente impliziert. Der Begriff wird im Sprachgebrauch gelegentlich als Gattungsname für Digitalpianos (oder E-Pianos) verwendet.
Die erste Clavinova-Serie trug die Bezeichnung YP.
Clavinovas sind höherpreisige Produktreihen von Yamaha. Es werden mehrere Serien unter dem Namen geführt.

## Aktuelle Clavinova-Modellreihen

### Clavinova Classical Piano (CLP)
Die CLP-Serie umfasst „klassische“ Digitalpianos, die darauf ausgerichtet sind, ein herkömmliches Klavier zu imitieren bzw. zu ersetzen. Das Computerinterface ist daher vergleichsweise unauffällig links und rechts neben die Klaviatur verbaut. Die Instrumente verfügen über ein kompaktes Gehäuse mit integrierten Pedalen (Forte-, Piano- und Sostenuto-Pedal), Lautsprechern und einer in das Gehäuse integrierten Tastaturabdeckung.
Die CLP-Serie umfasst im 2020 gestarteten Aufgebot der 700er Serie folgende Instrumente:
- CLP-735,
- CLP-745,
- CLP-775 und
- CLP-785 sowie
- CLP-765GP (GP für Grand Piano), einen Digitalstummelflügel sowie
- CLP-795GP (GP für Grand Piano), ebenfalls einen Digitalstummelflügel.

Als Klaviatur wird je nach Ausstattung eine gewichtete, dynamische Tastatur mit dreistufiger Hammermechanik verbaut, die einer Flügelmechanik nachempfunden ist. Ab dem CLP-645 werden Echtholztasten mit synthetischer, Elfenbein ähnlicher Beschichtung angeboten, ab dem CLP-675 mit nach Tonhöhe unterschiedener Gewichtung. Die Instrumente stellen zwei Flügel-Register (Sampling der Konzertflügel Yamaha CFX und Bösendorfer Imperial) zur Verfügung. Ab dem Modell CLP-635 stehen weitere Register wie Cembalo, Kirchenorgel, elektronische Orgel, E-Pianos bereit. Seit 2017 verfügen die Geräte ab dem CLP-645 über eine Bluetooth-Schnittstelle.
Die CLP-Modelle sind modellabhängig in verschiedenen Oberflächenausführungen erhältlich:
- dunkles Palisander (von Yamaha mit dunkles Rosenholz benannt, einer fälschlichen Eindeutschung des englischen rosewood),
- dunkle Walnuss,
- weiß,
- weiße Esche,
- schwarz und
- hochglanzpoliertschwarz.

### Clavinova Smart Piano (CSP)
Die im Jahr 2017 neu eingeführte Serie CSP kombiniert ein Tablet/Smartphone und ein Clavinova-Digitalpiano. Die App Smart Pianist ermöglicht den Zugriff auf die verschiedenen Optionen des Digitalpiano, u. a. auf über 690 verschiedene Klangregister, über 470 Begleitungsstile, über 400 mitgelieferte Songs und weiteres. Über die grafische Benutzeroberfläche sind zudem Feineinstellungen möglich, die aus Komplexitätsgründen bislang nicht oder nur für Experten nutzbar waren, beispielsweise das Anpassen der Anschlagsdynamikkurve.
CSP-Geräte verfügen über eine Begleitautomatik. Das Erlernen neuer Stücke, die in die App geladen werden, wird unterstützt durch Stream Lights genannte LEDs oberhalb der Klaviatur, die Guitar-Hero-ähnlich den Betätigungszeitpunkt für einer Taste ankündigen. CSP-Instrumente werden in den Oberflächen Weiß, Schwarz und Hochglanzschwarz angeboten.
Die CSP-Serie umfasst im 2017 gestarteten Aufgebot folgende Instrumente:
- CSP-150 und
- CSP-170.

### Clavinova Versatile Piano (CVP)
Die CVP-Serie vereint CLP-Pianos mit PSR-Keyboards, ergänzt also im Wesentlichen die Pianos mit einer Rhythmussektion (Styles) und einer Begleitautomatik sowie einem umfangreichen Song-Player, -Editor- und -Sequencerbereich.
Die CVP-Serie umfasst im 2015 gestarteten Aufgebot folgende Instrumente:
- CVP-701,
- CVP-705,
- CVP-709 und
- CVP-709GP (GP für Grand Piano), einen Digitalstummelflügel.

In der Modellreihe von 2019 wurde das Angebot um folgende Instrumente ergänzt:
- CVP-809GP PWH
- CVP-809GP PE
- CVP-809 PWH
- CVP-809 PE
- CVP-809 B
- CVP-805 PE
- CVP-805 B